# Um Ianque na Corte do Rei Artur

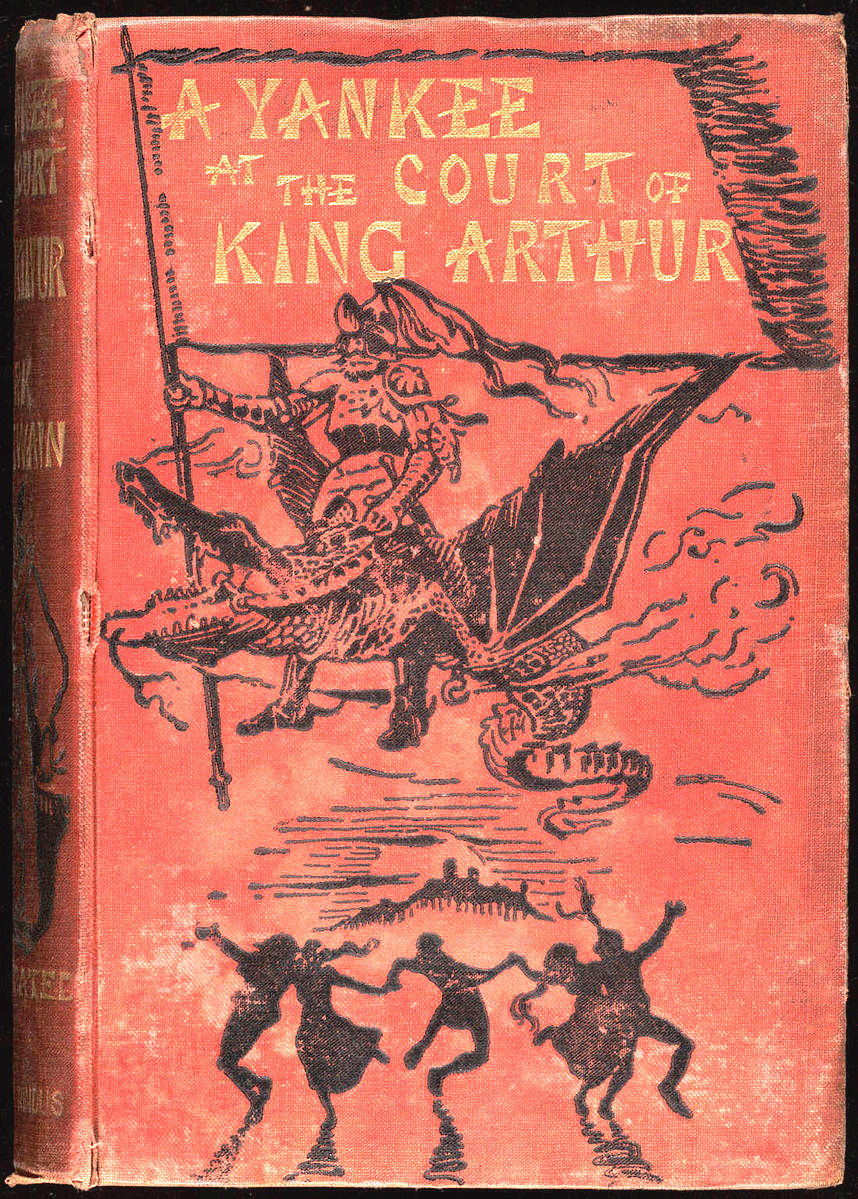
Primeira edição em inglês, 1889

Um Ianque na Corte do Rei Artur (originalmente: A Connecticut Yankee in King Arthur's Court) é um romance de 1889 do humorista e escritor americano Mark Twain . O livro foi originalmente intitulado A Yankee in King Arthur's Court. 
Twain escreveu o livro como uma paródia de noções românticas de cavalaria depois de ser inspirado por um sonho em que ele próprio aparecia como um cavaleiro medieval europeu, gravemente incomodado pelo peso de sua armadura. É uma sátira ao feudalismo e à monarquia que também celebra a engenhosidade das pessoas comuns e os valores democráticos, ao mesmo tempo que questiona os fins meramente lucrativos do Capitalismo e os resultados da Revolução Industrial. Twain elogia fortemente a Revolução Francesa, defendendo o Reinado do Terror como um problema menor comparado à Monarquia.  O livro está entre as várias obras de Twain e seus contemporâneos que marcam a transição da Era Dourada para a Era Progressista do discurso socioeconômico. 
O romance também é freqüentemente citado pelos estudiosos da ficção científica como sendo um exemplo formativo do sub-gênero viagem no tempo.

## Trama
Hank Morgan, um homem do século XIX que vive em East Hartford, Connecticut, após levar uma pancada na cabeça, acorda e se vê inexplicavelmente transportado de volta no tempo para a Inglaterra medieval, onde conhece o Rei Arthur.
Muitas passagens do livro são paralelos diretos de Le Morte d'Arthur, de Sir Thomas Malory, uma coleção medieval tardia de lendas arturianas que constitui uma das principais fontes sobre a lenda do Rei Arthur e o castelo de Camelot. O narrador do texto é um homem do século 19 (aparentemente o próprio Mark Twain) que conheceu Hank Morgan nos tempos modernos e começa a ler o livro de Hank no museu onde os dois se encontram. Mais tarde, os personagens da história recontam partes dela na linguagem original usada por Malory.